# (20969) Samo
(20969) Samo (1979 SH) – planetoida z pasa głównego asteroid okrążająca Słońce w ciągu 4,21 lat w średniej odległości 2,6 j.a. Odkryta 17 września 1979 roku.